# Mansplaining
Mansplaining is een Engelstalig neologisme met als betekenis "door een man op een neerbuigende, bevoogdende manier uitleggen aan een vrouw". Het is een porte-manteauwoord (samentrekking) van de Engelse woorden man en de informele vorm splaining van het werkwoord to explain (uitleggen).
De term is ontstaan naar aanleiding van het in 2008 op de website TomsDispatch gepubliceerde essay Men Explain Things to Me - Facts Didn't Get in Their Way van de Amerikaanse schrijfster Rebecca Solnit. Het essay werd in het Nederlands gepubliceerd in de bundel Mannen leggen me altijd alles uit. Het essay gaat over mannen die ongevraagd en zonder echte achtergrondkennis op neerbuigende en bevoogdende wijze zaken aan vrouwen uitleggen.
Dit fenomeen is later bekend geworden onder de naam 'mansplaining', een neologisme en porte-manteauwoord. Solnit gebruikte dit woord zelf niet in het essay. Het artikel bleek een katalysator voor de opkomst van de term en de snelle verspreiding ervan op internet. Omdat er geen Nederlandse vertaling bestaat van mansplaining, wordt onder meer in de media vaak deze Engelse term gebruikt. Het woord wordt veelal pejoratief gebruikt.

## Kritiek
Het gebruik van de term zou volgens de Amerikaanse schrijfster Cathy Young bijdragen aan een cyclus van misandrie.
Joshua Sealy-Harrington en Tom McLaughlin schreven in The Globe and Mail dat de term ad hominem gebruikt wordt om debat-tegenstanders op voorhand het zwijgen op te leggen.